# Quercus vulcanica
Quercus vulcanica — вид рослин з родини Букові (Fagaceae); ендемік Туреччини.

## Опис
Листопадне дерево до 25–30 м, зі стовбуром на висоті грудей до 1.6 м діаметром. Молоді пагони від жовтуватого до червоно-коричневого кольору, запушені, стають голими. Прилистки до 12 мм. Листки ± рівномірно розподілені по пагонах, оберненояйцюваті,  9–17 × 5–10 см, з 4–7 глибокими ± паралельними, а іноді й перекритими ± правильними гострими або округлими частками, з вторинними частками, зверху зелені, а знизу жовто-зелені. Ніжка листка 0.8–3.5 см, гола. Плодоніжка відсутня або майже так. Чашечка жолудя ≈ 1.5 см у діаметрі, сірувато-коричнева.

## Середовище проживання
Ендемік Туреччини. Зростає переважно в середземноморському регіоні гір Анатолії. Висота зростання: 1300–2288 м. Вид згадується для Сирії, але це може бути пов'язано з плутаниною між цим видом та Quercus petraea subsp. pinnatiloba. 

## Використання
Універсальне використання. Зокрема, будівельні матеріали, суднобудування і важливе місце в меблевій промисловості.

## Загрози
Постійне будівництво готелів, соціальних закладів та гірськолижних курортів у горах, житлове будівництво прискорюють втрату середовища проживання. 